# Awami Jamhuri Ittehad Pakistan
L'Awami Jamhuri Ittehad Pakistan ou Awami Jamhoori Ittehad (en ourdou : عوامی جمهوری اتحاد) est un parti politique pakistanais de centre-gauche. Il a été dirigé par Liaquat Khan Taraka et est maintenant mené par son fils Shahram Khan. Son fief électoral est le district de Swabi, dans la province de Khyber Pakhtunkhwa.
Ayant réalisé une performance notable aux élections législatives de 2013, il devient le partenaire de coalition autour du Mouvement du Pakistan pour la justice au sein du gouvernement provincial de Khyber Pakhtunkhwa avant de fusionner avec celui-ci en 2015. 

## Histoire
L'homme d'affaires Liaquat Khan Taraka entre en politique en 2005 puis fonde ce parti politique, en contestant les élections locales de 2005, puis les législatives de 2008. Son fils Shahram Khan en pend ensuite la direction. Les hommes s'allient avec alors avec la Ligue musulmane du Pakistan (Q).
Le 14 octobre 2010, cinq membres du parti sont accusés de corruption et arrêtés, puis libérés sous caution le 21 octobre.
Aux élections législatives de 2013, il obtient un siège à l'Assemblée nationale et cinq sièges à l'assemblée provinciale de Khyber Pakhtunkhwa. Ils ont tous élus dans des circonscriptions du district de Swabi, prenant ainsi la main sur un fief électoral du Parti national Awami.
Le parti entre ensuite dans la coalition menée par le Mouvement du Pakistan pour la justice pour mener le gouvernement provincial de Khyber Pakhtunkhwa, dirigé par Pervez Khattak. Avec ses partenaires, il participe notamment aux mouvements de blocage des ravitaillement de l'OTAN pour l'Afghanistan.
Le parti disparait en novembre 2015 quand il fusionne avec le Mouvement du Pakistan pour la justice alors que Liaquat Khan Taraka a été élu sénateur quelques mois plus tôt grâce à cette alliance.